# دوروتی اشنایدر
دوروتی اشنایدر (به آلمانی: Dorothee Schneider) (زادهٔ ۱۷ فوریهٔ ۱۹۶۹ میلادی) یک سوارکار زن المپیکی اهل کشور آلمان در رشتهٔ درساژ است. در سال ۲۰۱۷ او یکی از اعضای تیم سوارکاری آلمان بود که به همراه این تیم مدال نقرهٔ تیمی درساژ را در بازی‌های المپیک تابستانی ۲۰۱۶ بدست آورد.